# قطعنامه ۸۲۱ شورای امنیت
قطعنامه ۸۲۱ شورای امنیت سازمان ملل متحد که در تاریخ ۲۸ آوریل ۱۹۹۳ تصویب شد، سندی بین‌المللی دربارهٔ جمهوری فدرال یوگسلاوی است. این قطعنامه طی نشست ۳۲۰۴ام با ۱۳ رای موافق، ۰ مخالف و ۲ ممتنع تصویب شد.